# Eilenburg Ost
Eilenburg Ost (niem: Bahnhof Eilenburg Ost) – stacja kolejowa w Eilenburgu, w kraju związkowym Saksonia, w Niemczech. Znajduje się w dzielnicy Eilenburg-Ost. Według klasyfikacji Deutsche Bahn posiada kategorię 5.

## Historia
Stacja Eilenburg Ost została otwarta na linii Eilenburg–Bad Düben w roku 1895, ale w pewnym momencie uzyskała położenie na trasie Halle – Cottbus. Stacja Eilenburg Ost w pierwszych latach nosiła nazwę Kültzschau, ponieważ znajdowała się w miejscowości Kültzschau, włączonej do Eilenburga, a następnie zmieniono jej nazwę. Dopiero w 1915 roku, ponad 50 lat po aneksji i związaną z nią zmianą nazwy, stacja została zmieniona na Eilenburg Ost. W dniu 21 października 1917 na stacji z transportu więźniów uciekł przyszły prezydent NRD Wilhelm Pieck. W 1998 roku Wolne Państwo Saksonia, nakazało zakończenie świadczenie usług przez Deutsche Bahn w zakresie regularnego ruchu pasażerskiego na odcinku Eilenburg Ost - Bad Düben. Stacja obsługuje tylko pociągi regionalne.